# Mesonacis
Mesonacis (лат.) — вымерший род трилобитов отряда редлихииды (Redlichiida), обитавших в ботомском веке кембрийского периода. Окаменелости найдены в Северной Америке (исключая Гренландию) и Соединённом Королевстве (северо-западная Шотландия). Некоторые виды, сейчас относимые к Mesonacis, ранее включались в роды Angustolenellus или Olenellus (Angustolenellus).
Род Angustolenellus признан младшим синонимом Mesonacis.

## Этимология
M. vermontanus назван в честь штата Вермонт, где был найден. M. bonnensis назван в честь залива Бонн, Ньюфаундленд, где был обнаружен данный вид. Название M. eagerensis отсылает на формацию Игер, Британская Колумбия, где встречаются его окаменелости. Название M. hamoculus образовано от лат. hamus — крючковатый, and лат. oculus — глаз.

## Распространение
M. vermontanus присутствует в среднем слое верхнекембрийской трилобитной зоны Olenellus Вермонта (Паркер Слейт, Джорджия).
M. bonnensis найден в зоне Olenellus на Ньюфаундленде, Канада (формация Форто, восточный берег восточного рукава залива Бонн).
M. cylindricus найден у верхней границы зоны Olenellus в Калифорнии (сланцы Игл-Маунтин, формация Каррара, горы Грейпвилл, горы Уайт/Иньо, южная часть гор Марбл, а также округ Сан-Бернандино).
M. eagerensis представлен в зоне Olenellus Британской Колумбии, Канадала (формация Игер, к югу от дороги Форт Стил-Миссия Св. Юджина, в 6 милях к северо-востоку от Кранбрука).
M. fremonti был найден в Калифорнии, зона Olenellus (слой Пирамидальных известняков, формация Каррара, Фюнерал-Маунтинс, зона Спринг-Рэйндж, и Солт-Спинг-Хиилс), нижняя часть зоны Olenellus (наверху формации Полета и внизу формации Харклесс) и верхняя часть зоны Olenellus (средняя часть известняков Латэм, южная оконечность гор Марбл; известняки Латэм, горы Марбл, ½ мили к востоку от Кадиза; часть пустыни Мохаве в округе Сан-Бернардино; известняки Мул-Спринг, регион гор Уайт/Иньо), и в Неваде (песчанистые сланцы на вершине Проспект-Маунтин, округ Юрика).
M. hamoculus присутствует в зоне Olenellus на территории Шотландии (Лох-Аве).

## Описание
Как и у многих ранних трилобитов, у Mesonacis почти плоский и лишь слегка кальцированный экзоскелет, а также контуры глаз в форме гребней. Общая длина до 7 см у некоторых раннекембрийских окаменелостей. Как у представителя подотряда Olenellina, у Mesonacis отсутствуют спинные швы. Как и у других представителей надсемейства Olenelloidea, контуры глаз начинаются из задней части передней доли (L4) центральной области цефалона — глабеллы. У Mesonacis также наблюдаются типичные черты семейства Olenellidae: передняя (L3) и средняя пары (L2) боковых долей глабеллы частично объединены. Это создаёт две очень типичные изолированные щели. Длина экзоскелета животного в 2⅓ раза превышает ширину, измеряемую между общими углами. Внешняя ⅓ углов у заднего края головного щита (цефалона) направлены вперёд от кончика плевральной ости к общему углу. Соприкосновение центральной области цефалона (глабеллы) и переднего края или расстояние между ними почти соответствует длине края. Торакс состоит приблизительно из 25 сегментов, плевра в 1½ шире оси, не считая основных шипов. На третьем сегменте расположены очень большие дорсальные шипы (макроплевральные шипы), направленные назад и достигающие только кончиков плевральных шипов на пятом сегменте. Сегменты сильно меняются после пятнадцатого (или может быть различим опистоторакс). Хвостовой щит (пигидий) очень маленький, субквадратной формы, с одной или двумя парами небольших шипов по краям.

## Видовой ключ
| 1 | Изогнутые контуры глаз находятся под углом 15—20° к средней линии. За исключением третьего сегмента торакса ость боковых долей (или плевральная ость) составляет примерно четверть длины сегмента, на полпути между остью и осью. → 2                                                                          |
| - | Изогнутые контуры глаз находятся под углом 0—5° к средней линии. Плевральные шипы T1-T2 и T4-T14 составляют как минимум половину длины сегмента. → Mesonacis fremonti |
| 2 | Бороздки между долями глабеллы неглубокие. Передняя доля габеллы (L4) соединяется с каймой вокруг цефалона с коротким гребнем на средней линии (так называемый «плектрум»). → Mesonacis bonnensis |
| - | Бороздки между долями глабеллы заметно глубокие. Плектрум отсутствует или выражен очень слабо. → 3 |
| 3 | Передня доля (L4) глабеллы пересекает бороздку на передней кайме. Бороздка между второй (L2) и третьей (L3) боковыми долями (S2) пореречная. Бороздка между затылочным кольцом (задняя доля, L0) и первой парой боковых долей (L1), указанная как S0, сочленяется по средней линии. → 4                        |
| - | L4 не пересекает бороздку на передней кайме. S2 изгибается, поэтому находится дальше по средней линии. S0 состоит из двух борозд, которые не сочленяются по средней линии. → 5 |
| 4 | S2 соприкасается с бороздкой, которая очерчивает глабеллу (осевая бороздка). Задний край цефалона (внутренний общий угол) изгибается вперёд на полпути между задним кончиком глазного гребня и общим углом. Передняя доля глабеллы (L4) по ширине соответствует затылочному кольцу (L0). → Mesonacis hamoculus |
| - | S2 не соприкасается с осевой бороздкой. Внутренний общий угол расположен на трёх четвертях кончика глазной доли и общего угла. L4 шире, чем L0. → Mesonacis cylindricus |
| 5 | Передний край макроплеврального сегмента (T3) сгибается вперёд как минимум на 110° по средней линии. Вторая (L2) и третья (L3) пары боковых долей глабеллы не разделены бороздкой по средней линии (или S2 не сочленяется по средней линии). → Mesonacis vermontanus                                           |
| - | Передний край T3 изгибается назад не более чем на 95°. S2 соединяется по средней линии. → Mesonacis eagerensis |